# Кировский (Зейский район)
Ки́ровский — посёлок в Зейском районе Амурской области России. Входит в состав Берегового сельсовета.
Посёлок Кировский, как и Зейский район, приравнен к районам Крайнего Севера.

## География
Посёлок находится на автодороге «Зея — Золотая Гора — Кировский — Береговой», на расстоянии 125 км к северо-западу от города Зея, административного центра района.

## Население
| 1959 | 2002 | 2010 | 2012 | 2013 |
| ---- | ---- | ---- | ---- | ---- |
| 1986 | ↘69  | ↘35  | ↘34  | ↘31  |
| 2014 | 2015 | 2016 | 2017 | 2018 |
| ↘29  | ↘27  | ↘26  | ↘24  | ↘23  |

## Улицы
- ул. Нижняя,
- ул. Новая,
- ул. Центральная.